# Clanis
Clanis is een geslacht van vlinders uit de onderfamilie Smerinthinae van de familie pijlstaarten (Sphingidae).

## Soorten
- Clanis bilineata (Walker, 1866)
- Clanis deucalion (Walker, 1856)
- Clanis euroa Rothschild & Jordan, 1903
- Clanis hyperion Cadiou & Kitching, 1990
- Clanis negritensis Hoegenes & Treadaway, 1993
- Clanis phalaris (Cramer, 1777)
- Clanis pratti Joicey & Talbot, 1921
- Clanis schwartzi Cadio, 1993
- Clanis stenosema Rothschild & Jordan, 1907
- Clanis surigaoensis Clark, 1928
- Clanis titan Rothschild & Jordan, 1903
- Clanis undulosa Moore, 1879

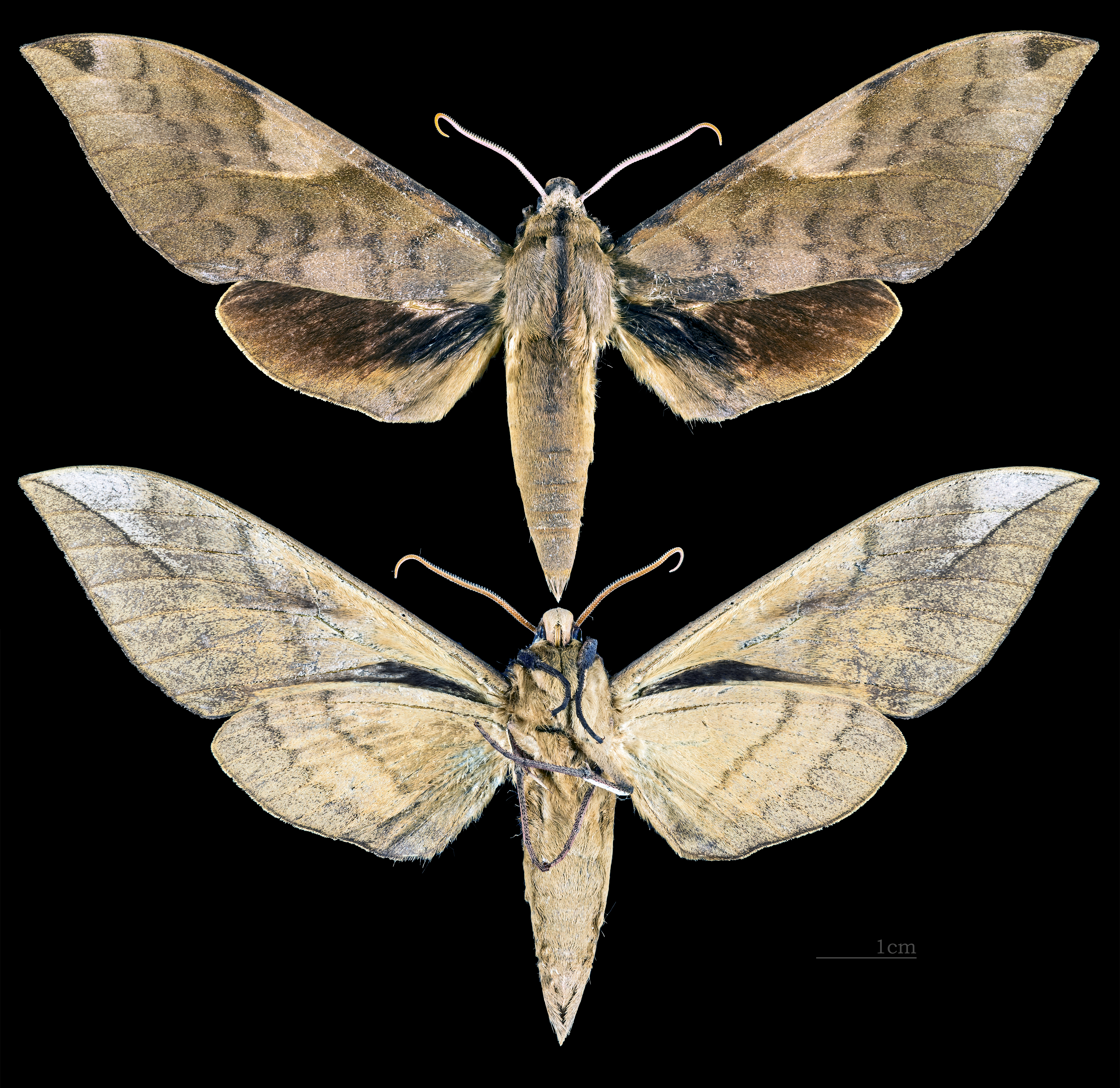
Clanis bilineata
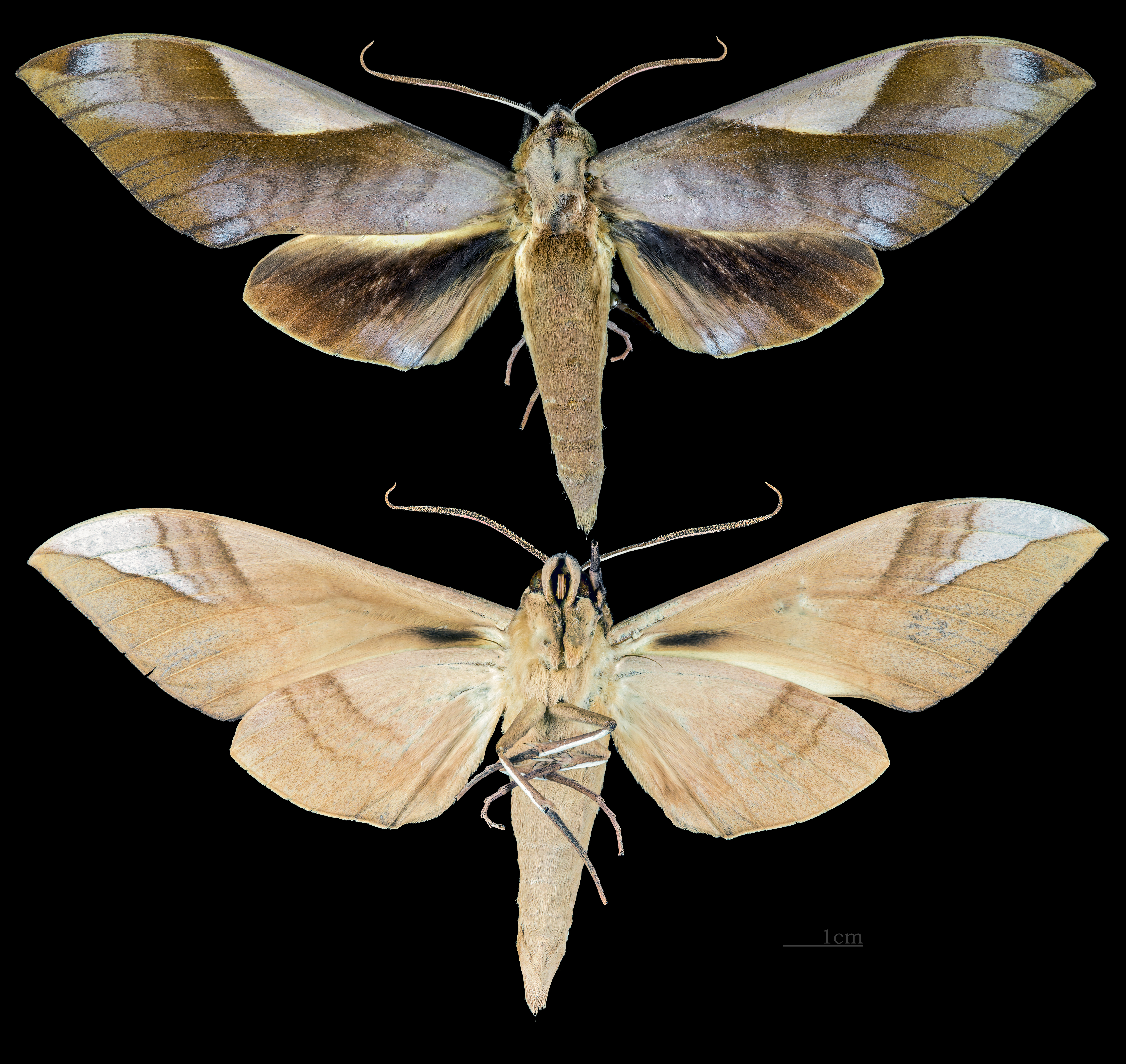
Clanis pratti
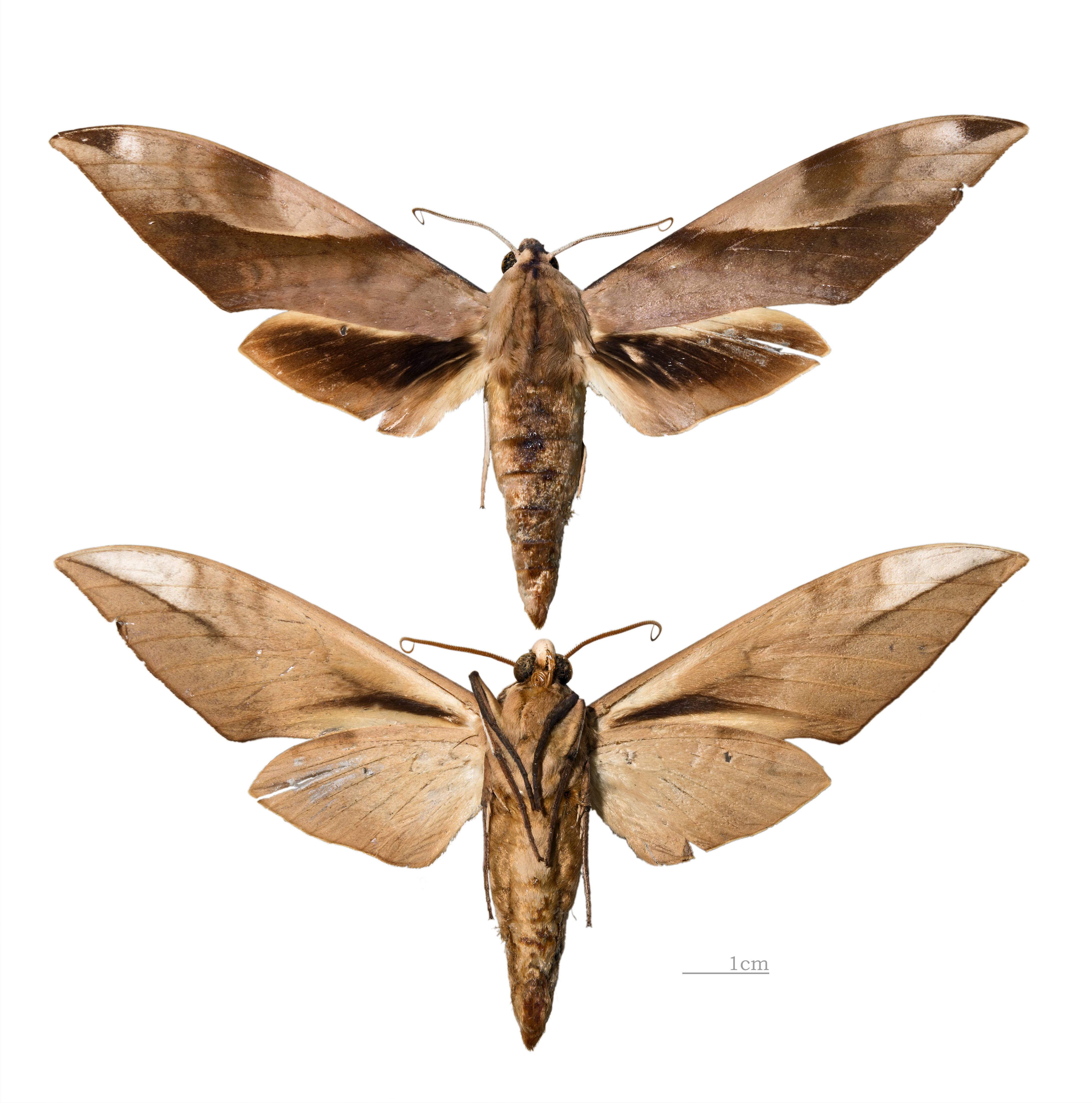
Clanis schwartzi
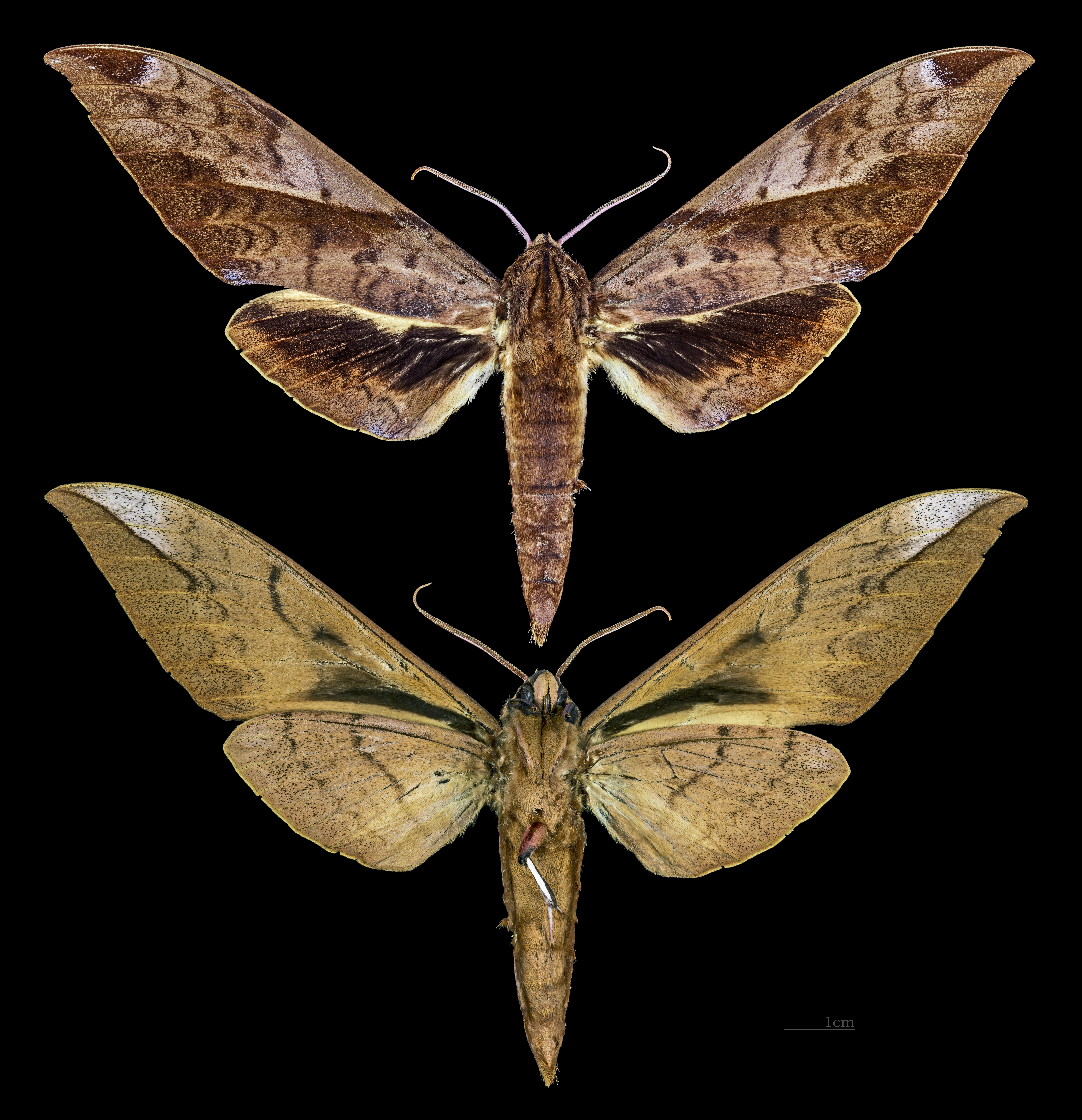
Clanis undulosa